# Wodorowęglany
Wodorowęglany – grupa związków chemicznych, wodorosoli kwasu węglowego.
Wodorowęglany dysocjują w wodzie na kationy metali (np. K) lub kation amonowy (NH+
4) oraz na aniony wodorowęglanowe (HCO−
3), np.:
KHCO
3 → K+
 + HCO−
3 (dysocjacja wodorowęglanu potasu)
NH
4HCO
3 → NH+
4 + HCO−
3 (dysocjacja wodorowęglanu amonu)
Jony HCO−
3 w roztworze wodnym współistnieją w równowadze chemicznej z na ogół niewielką ilością anionów węglanowych (CO2−
3):
HCO−
3 + H
2O  ⇄  CO2−
3 + H
3O+
,
a powstające w reakcji hydrolizy jony H
3O+
 nadają roztworom wielu wodorowęglanów odczyn kwaśny.
Stałe wodorowęglany ulegają termicznemu rozkładowi do węglanów.

## Znane wodorowęglany
- Wodorowęglan amonu (NH
4HCO
3) – podczas ogrzewania wodorowęglanu amonu następuje reakcja:

NH
4HCO
3 → NH
3↑ + CO
2↑ + H
2O↑
- Wodorowęglan wapnia (Ca(HCO
3)
2) – występuje w tzw. zjawiskach krasowych
- Wodorowęglan sodu (NaHCO
3) – zwany sodą oczyszczoną, główny składnik proszku do pieczenia – stosowany jako środek spulchniający i pianotwórczy oraz dodatek wywołujący musowanie wody, gdyż wydziela duże ilości CO
2:

2NaHCO
3 → Na
2CO
3 + H
2O + CO
2
Powstałe gazy wydostając się z ciasta powodują wzrost wypieku.